# 일드프랑스 트램 1호선
일드프랑스 트램 1호선(영어: Île-de-France tramway Line 1, 프랑스어: Ligne 1 du tramway d'Île-de-France, 간단히 T1이라 불림)은 프랑스 파리의 도시 외곽에 있는 노면 전차로, 파리 교통 공단(RATP)에서 운영하고 있다. 레쿠르티유(Les Courtilles)와 누아지르세크(Noisy-le-Sec)간의 파리 북부 도시 끝 지점을 평행하게 연결한다. 1992년 7월에 개통하였고, 2003년 12월에 누아지르세크로의 확장이 완료되었고, 2012년 11월 레쿠르티유로 확장되었다. 이 노선은 2009년에 115,000명의 승객들을 매일 수송했다.
콜롱보로 향하는 서쪽으로의 연장선은 T2호선으로 환승할 수 있도록 할 예정이다. 동쪽으로는 중도마을인 누아지르세크의 반대로 인해 수년간 차단된 발 드 퐁트네를 향한 두 번째 계획 연장이, 2009년 7월 STIF(Syndicat des transports d'Île-de-France)의 승인을 얻었으며 2019년에 공사가 시작되었다.

## 역사

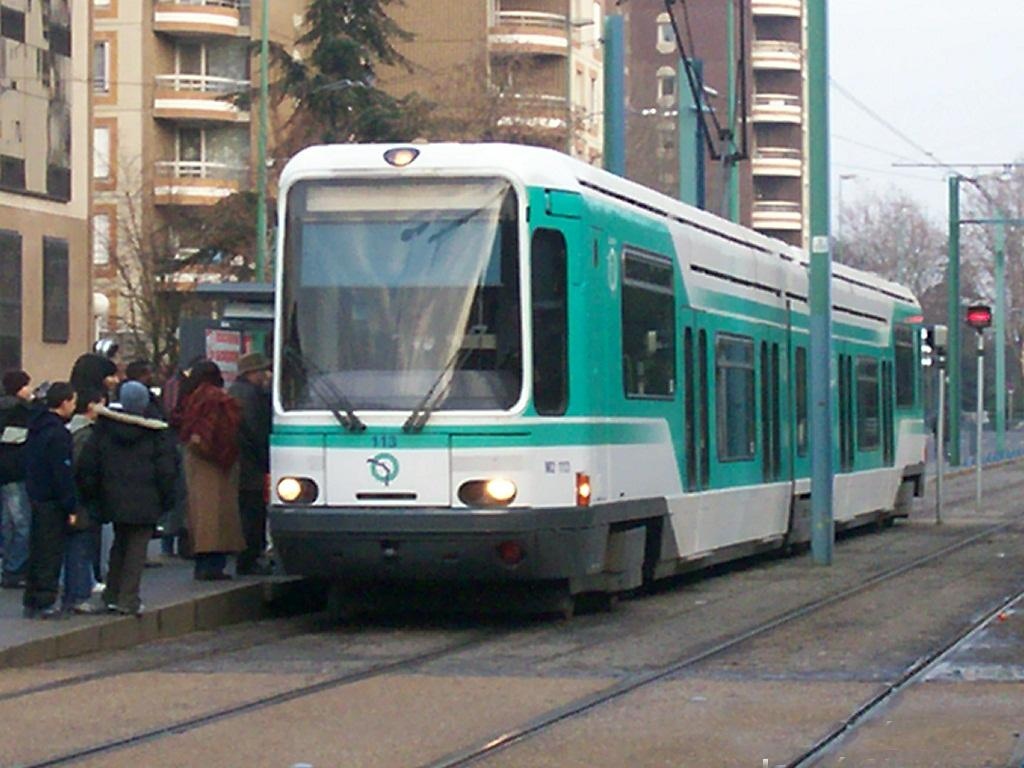
보비니의 T1 전차.

### 연혁
- 1992년 7월 6일: 보비니-파블로 피카소 역(Bobigny—Pablo Picasso)과 라 쿠르되브-8 메 1945 역(La Courneuve—8 Mai 1945) 간의 운행 시작.
- 1992년 12월 15일: 서쪽으로 라 쿠르되브-8 메 1945 역(La Courneuve—8 Mai 1945)과 생드니 역(Gare de Saint-Denis) 구간 확장.
- 2003년 12월 15일: 동쪽으로 보비니-파블로 피카소 역(Bobigny—Pablo Picasso)과 누아지르세크 역(Gare de Noisy-le-Sec) 구간 확장.
- 2012년 11월 15일: 서쪽으로 생드니 역(Gare de Saint-Denis)와 레 쿠르티유 역(Les Courtilles) 구간 확장.
- 2019년 10월 12일: 서쪽으로 레 쿠르티유 역(Les Courtilles)과 아니에르-꺄트르 루트 역(Asnières-Quarte Routes) 구간 확장.

### 트램 노선의 복원
일드프랑스 트램 1호선은 1957년 이래로 이 지역에 없었던 이런 형태의 교통 수단으로 돌아온 것이며, 센생드니주 교무 총회와 통과할 도시 간의 긴 싸움 끝의 결과이다. 1976년 7월, schéma directeur d'aménagement et d'urbanisme de la région parisienne(파리 지역 개발 및 도시 계획을 위한 조직 계획)은 끊임없이 수요가 증가하는 다른 교외 간의 연결을 용이하게 하기 위해 밀집 지역의 북쪽과 남쪽으로 순환 도로를 만들었다. schéma directeur d'aménagement et d'urbanisme de la région parisienne ("전용선에 대한 지시 계획")은 direction régionale de l'Équipement d'Île-de-France("일드프랑스 장비의 지역 방향")지시에 대한 응답으로 RATP에 의해 작성되었다. 특히 오토루트 86호선의 개통으로, 크게 완화될 프랑스 국도 제186호선 (N186)의 교통 혼잡 문제를 논의했다.
1977년, Institut d'aménagement et d'urbanisme de la région d'Île-de-France(IAURIF, "일드프랑스 지역 관리 및 도시 계획 연구소")는 direction régionale de l'Équipement의 지시에 따라 교외에서 두 개의 구조 순환로의 생성을 연구하였으며, 그 중 하나는 서쪽의 라 데팡스(La Défense) 금융구를 동쪽의 센생드니(Seine-Saint-Denis), 보비니(Bobigny)의 수도와 연결하는 것이었다. 연구소는 버스보다 더 큰 용량을 가진 트램웨이를 사용하여 더 적은 소음, 무공해, 미래의 교통 상황에 대한 적응성 및 낮은 플랫폼으로 인해 장애인을 위한 접근 가능성과 같은 많은 다른 이점을 가지고 있다고 제안했다. 트램웨이는 더 낮은 승차율이 지하철 노선을 만드는 것을 정당화 할 수 없었기 때문에 교외와 교외 연결을 위한 완벽한 대책인 것처럼 보였지만 단순한 버스 노선에는 너무 높았다.

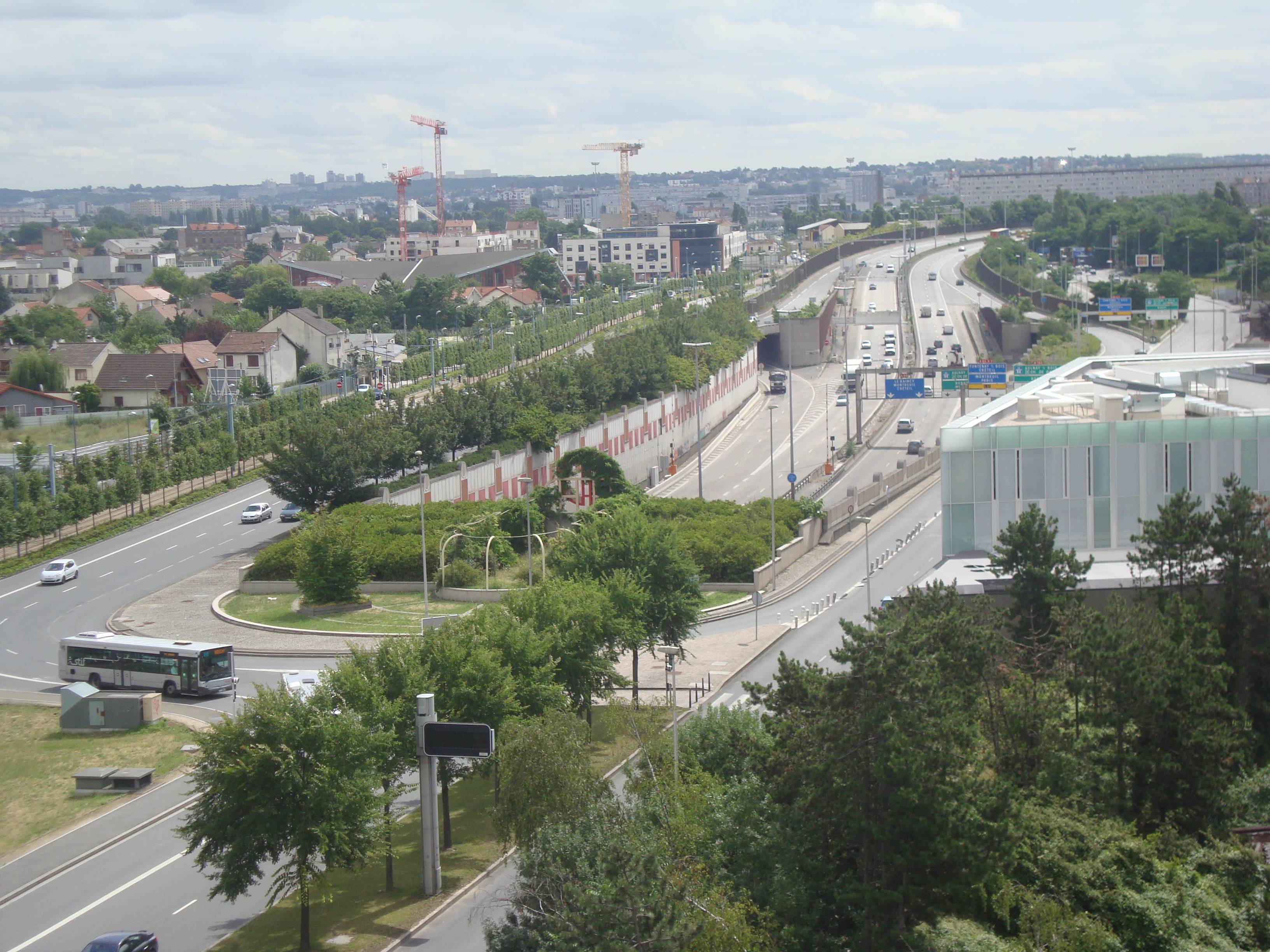
2010년 7월 보비니의 오토루트 86호선 램프

1980년에, IAURIF는 생드니와 보비니 사이의 연결 고리를 더 구체적으로 연구했다. RATP와 제휴한 첫 번째 구간은 예상되는 승객이 트램 웨이의 수익성을 보장하기에 충분하지 않은 것처럼 보였으므로 이 운송 수단을 사용하는 것에 대해 여전히 유보되었다. 센생드니(Seine-Saint-Denis) 총회는 특히 1981년 5월 좌파를 향한 정치적 변화가 그러한 결과를 선호했기 때문에 이 프로젝트에 찬성한다고 강력히 주장했다.
1982년에 RATP는 센생드니의 direction départementale de l'Équipement와 협력하여, 주로 인구가 밀집되어 있지만 탈 산업화와 인구 감소의 영향을 받은 인근 교외 지역을 대상으로 하는 트램웨이 프로젝트에 대한 예비 타당성 조사를 의뢰했다. 제안된 노선에는 3개의 지하철 노선과 1개의 기차역이 연결되어 있어, 그것은 파리 시내에서 방사형 노선을 위한 진입과 순환로 서비스를 결합함에 있어서 더욱 매력적으로 만들었다. 제안서의 첫번째 판은 1983년 3월부터 4 월까지 발표되었다. IAURIF는 "과밀화로 피해를 입은 중형 철도 시스템과 버스 네트워크 간의 중간적 해결책"에 대한 약속을 나타냈음에도 불구하고, 연구소는 전차의 선택 방식을 상정해 놓았고, 전차와 트롤리버스 사이의 선택을 효과적으로 의미하는 전기적 동력 운송에 대한 선호를 나타냈다.
그런 다음 세가지 유형, 즉 트램, 굴절 버스 및 굴절식 트롤리 버스 간의 비교가 있었다. 이 연구에 따르면 트램의 설치는 초기 비용이 가장 많이 들지만, 첫번째 해에는 승객 당 운영 비용이 낮아질 것이므로 더 많은 승객을 유치 할 수 있을 것이다. 대차대조표는 12개월 미만의 운행 기간 동안이 운송 수단에 대해 긍정적 일 것이다. 이 제안은 현대적인 트램의 대중에 대한 매력을 강조했다. 그것의 도시 계획에 미치는 영향은 동네 주변의 재건을 통해 동등하게 시연되었으며 도로 사용량이 감소되었다. 1983년 10월 28일 이 제안은 RATP의 관리 감독(conceil d' administration)에 의해 승인되었다. 그것은 1984년 4월에 RATP와 DDE 93에 의해 공동 작성되었으며 또한 STIF의 승인을 받았다. 따라서 이 프로젝트는 지역 계획에 포함되었다.

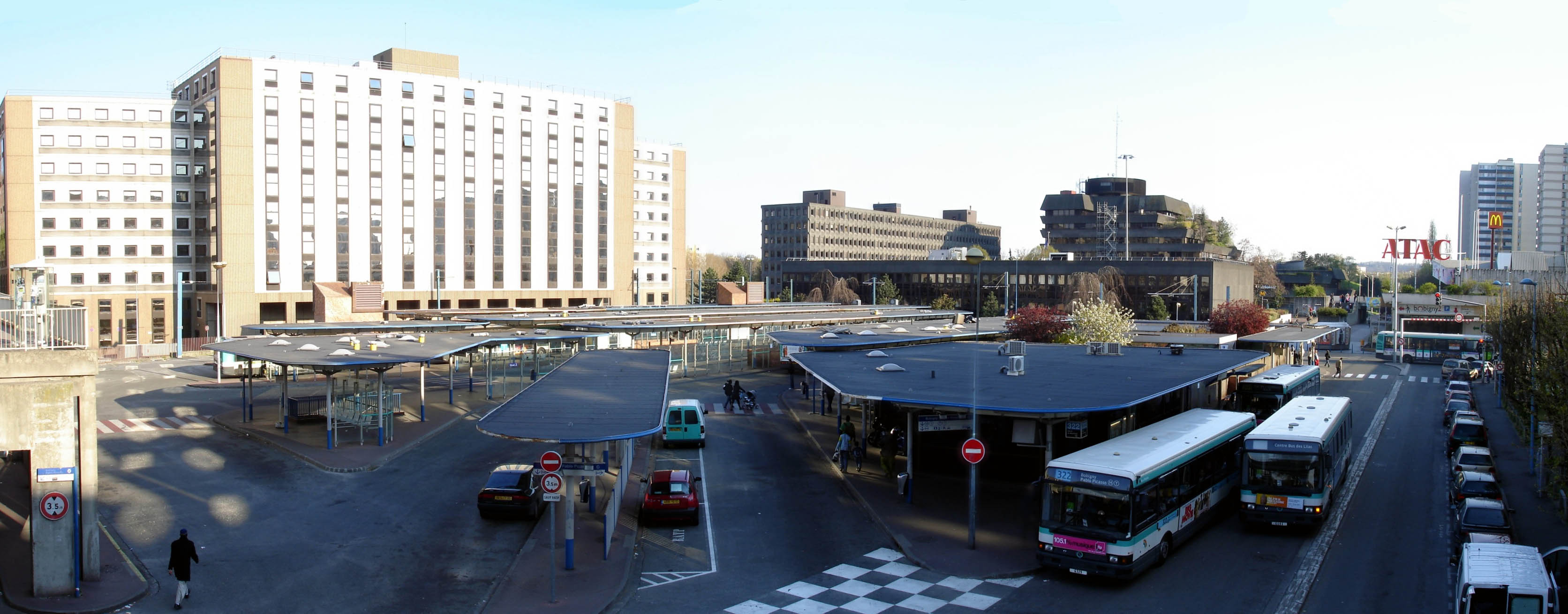
2007년 4월, 보비니-파블로 피카소 역의 종합환승센터

예상 승객은 평균 하루 평균 55,000명이었고, 1,500만 명에 달하는 연간 승객 수를 기록했으며, 러시아워에 4분 간격으로 최소 1대의 열차가 19 킬로미터 매 시 (12 mph)의 예상 평균 속도가 있다. 인프라 구축 비용은 1983년 1월 1일에 4억 7,000만 프랑(약 7,165만 유로 또는 9,350만 달러), 기차 장비 비용은 1억 3,500만 프랑(약 2,058만 유로 또는 2,687만 달러)였다. 제안된 트램 노선의 환승 지점은 파리 메트로 5호선의 보비니-파블로 피카소 역, 7호선(1987년 5월 연장)의 라쿠르뇌브-8 메 1945 역, 13호선의 바실리크 드 생드니 역(도보 환승), RER D선의 생드니 역이 있다. 이 노선은 9.1 킬로미터 (5.7 mi)의 길이에 22개의 역을 운영했다. 이는 매우 성공적이었던 낭트의 트램웨이 프랑세즈 스탠다드에 크게 영향을 받았다.

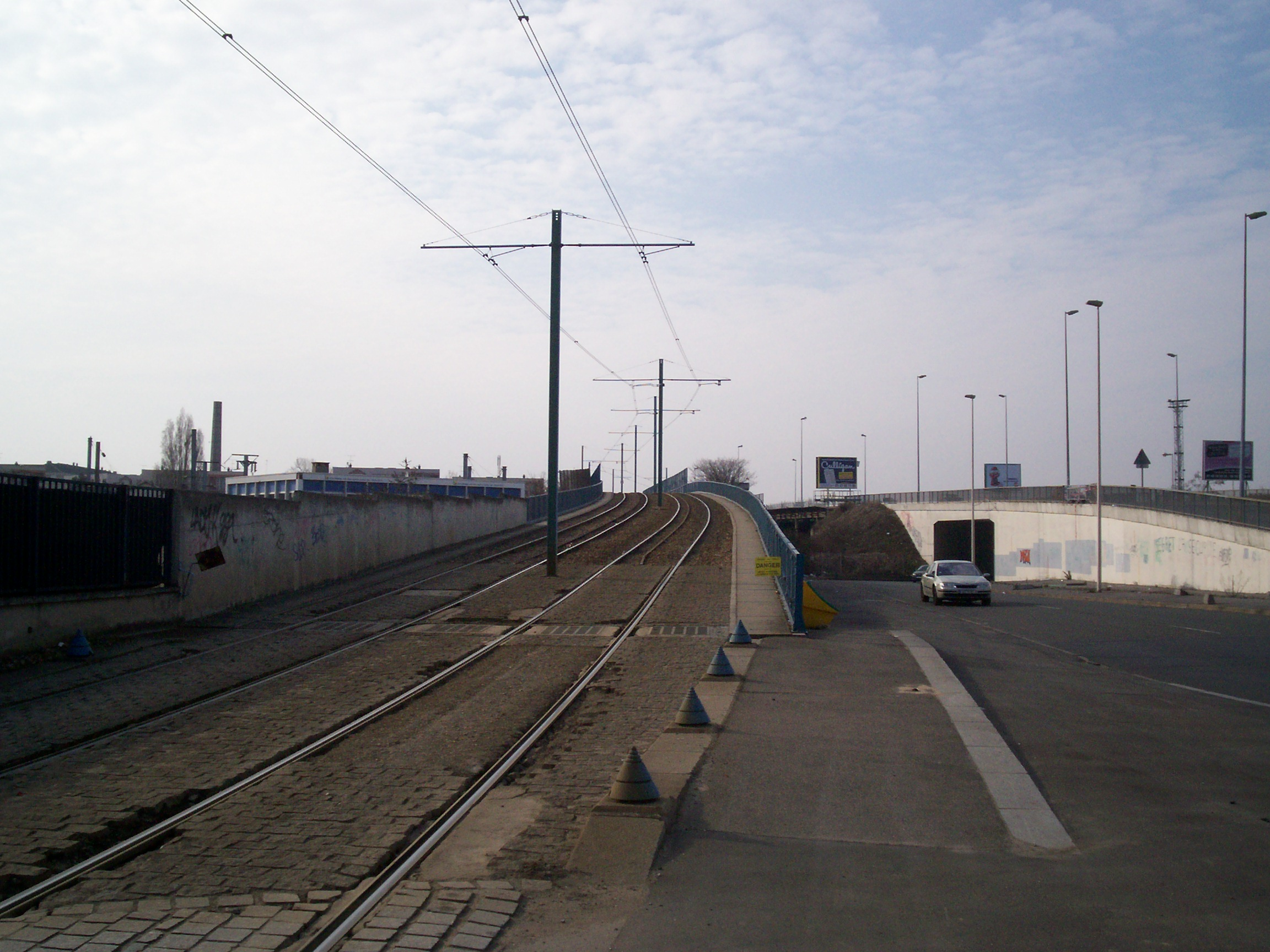
2006년 3월, 보비니에서 그랑드 생튀르 선 교차 구간

1984년의 지역 계획 수립을 통해 자금이 지원되었다. 5억 2천만 프랑(약 7930만 유로 또는 1억 350만 달러)으로 재추산 된이 계획은 주 정부로부터 50%, 레지옹에서 42.8%, 데파르트망에서 7.2%를 받았으며, 후자는 다른 교통 수단보다 더 많은 트램 노선을 건설하는 추가 비용을 충당했다. 공개 상담은 1984년 7월에 이루어졌으며 8월에는 결과가 호의적인 것으로 발표되었다. RATP는 새로운 노선을 운영하는 책임을 맡았으며 1984년 12월 19일 공익 기업체로 선언되었다. 공사는 1988년에 완공될 것으로 추정되었다. 궁극적으로 이 계획에 대한 책임은 STIF에 의해 1985년 10월 약간의 수정을 거쳐 채택되었으며, 최종 세금은 5억 3천 5백만 프랑(세금 포함 약 8,156만 유로 또는 1억 6,438 만 달러)이 되었다. 이러한 최종 수정을 통해 노선이 생드니 섬 코뮌 방향으로 가는 것으로 되었다. 노선은 코뮌을 넘아야 했으나 Hauts-de-Seine 총회에서 야당이 생드니 기차역에서 종착하는 것으로 결정했다.

### 정치적 교대와 프로젝트의 재평가
1986년 3월의 입법 선거에서는 우파가 권력을 가지며 국가와 지역의 정치가 결합되었다. 새 정부의 보수적인 안건에서 공공 지출을 줄이는 경향 때문에 계획에 큰 차질이 빚어졌다. 트램웨이는 다시 한 번 실제 효율성에 대한 논쟁을 불러 일으켰다. RATP는 정부에 대한 연구를 다시 의뢰하고 1987년 6월 Jacques Douffiagues 교통 장관에게 보고서를 보냈다. 트램웨이를 전용 버스 차선으로 교체하는 것이 가능할 것이라고 결론을 내렸지만 이 방법은 세 가지 문제점을 제시했다.: 속도와 빈도 측면에서 낮은 성과, 모든 관료적인 절차를 다시 시작(이로 인해 지연이 심한 경우), 결과적으로 지방 정부가 동의하지 않으면 새로운 자금 조달을 해야할 수도 있다.

## 경로

T1 노선도.

## 역 목록
|  |   |  | 역명(한국어)                                   | 역명(불어)                                                | 좌표                                                              | 구역 | 소재지                   | 연결 노선                                                                            |
|  | - |  | ---------------------------------------------- | --------------------------------------------------------- | ----------------------------------------------------------------- | ---- | ------------------------ | ------------------------------------------------------------------------------------ |
|  | ■ |  | 아니에르-꺄트르 루트                           | Asnières – Quatre Routes                                  | 북위 48° 54′ 50″ 동경 2° 16′ 59″ / 북위 48.913794° 동경 2.283112° | 3    | 아니에르쉬르센           |                                                                                      |
|  | • |  | 레 쿠르티유                                    | Les Courtilles                                            | 북위 48° 55′ 49″ 동경 2° 17′ 03″ / 북위 48.930254° 동경 2.28403°  | 3    | 아니에르쉬르센, 젠빌리에 | 파리 메트로 · 파리 메트로 Line 13호선                                                |
|  | • |  | 르 루트                                        | Le Luth                                                   | 북위 48° 55′ 53″ 동경 2° 17′ 17″ / 북위 48.931523° 동경 2.288084° | 3    | 젠빌리에                 |                                                                                      |
|  | • |  | 르 빌라지                                      | Le Village                                                | 북위 48° 56′ 00″ 동경 2° 17′ 40″ / 북위 48.933229° 동경 2.294538° | 3    | 젠빌리에                 |                                                                                      |
|  | • |  | 탱보                                           | Timbaud                                                   | 북위 48° 55′ 59″ 동경 2° 18′ 05″ / 북위 48.933098° 동경 2.301474° | 3    | 젠빌리에                 |                                                                                      |
|  | • |  | 젠빌리에 역                                    | Gare de Gennevilliers                                     | 북위 48° 56′ 00″ 동경 2° 18′ 28″ / 북위 48.933346° 동경 2.307732° | 3    | 젠빌리에                 | RER 선 · RER C선                                                                     |
|  | • |  | 파크 데 샹테랜                                 | Parc des Chanteraines                                     | 북위 48° 56′ 02″ 동경 2° 18′ 49″ / 북위 48.933835° 동경 2.313742° | 3    | 젠빌리에                 |                                                                                      |
|  | • |  | 슈망 데 르니에                                 | Chemin des Reniers                                        | 북위 48° 56′ 04″ 동경 2° 19′ 17″ / 북위 48.934557° 동경 2.321419° | 3    | 빌뇌브라가렌             |                                                                                      |
|  | • |  | 라 누                                          | La Noue                                                   | 북위 48° 56′ 06″ 동경 2° 19′ 40″ / 북위 48.935089° 동경 2.327904° | 3    | 빌뇌브라가렌             |                                                                                      |
|  | • |  | 매리 드 빌뇌브라가렌                           | Mairie de Villeneuve-la-Garenne                           | 북위 48° 56′ 08″ 동경 2° 20′ 00″ / 북위 48.935523° 동경 2.333274° | 3    | 빌뇌브라가렌             |                                                                                      |
|  | • |  | 릴 생드니                                      | L'Île-Saint-Denis                                         | 북위 48° 56′ 09″ 동경 2° 20′ 21″ / 북위 48.935738° 동경 2.339052° | 3    | 생드니 섬                |                                                                                      |
|  | • |  | 생드니                                         | Gare de Saint-Denis                                       | 북위 48° 56′ 10″ 동경 2° 20′ 47″ / 북위 48.936066° 동경 2.346369° | 3    | 생드니                   | 일드프랑스 트램 · 일드프랑스 트램 8호선 · RER 선 · RER D선 · 트랑지리앵 · 트랑지리앵 |
|  | • |  | 테아트르 제하르 필립                           | Théâtre Gérard Philipe                                    | 북위 48° 56′ 15″ 동경 2° 21′ 01″ / 북위 48.937562° 동경 2.350216° | 3    | 생드니                   |                                                                                      |
|  | • |  | 마르세 드 생드니                               | Marché de Saint-Denis                                     | 북위 48° 56′ 19″ 동경 2° 21′ 21″ / 북위 48.938623° 동경 2.355883° | 3    | 생드니                   | 일드프랑스 트램 · 일드프랑스 트램 5호선                                              |
|  | • |  | 바실리크 드 생드니 오텔 드 빌 (시청)           | Basilique de Saint-Denis Hôtel de Ville                   | 북위 48° 56′ 17″ 동경 2° 21′ 39″ / 북위 48.938071° 동경 2.360826° | 3    | 생드니                   | 파리 메트로 · 파리 메트로 Line 13호선                                                |
|  | • |  | 심티에르 드 생드니                             | Cimetière de Saint-Denis                                  | 북위 48° 56′ 11″ 동경 2° 21′ 50″ / 북위 48.93625° 동경 2.363777°  | 3    | 생드니                   |                                                                                      |
|  | • |  | 들라퐁탠 병원                                  | Hôpital Delafontaine                                      | 북위 48° 56′ 01″ 동경 2° 22′ 16″ / 북위 48.933554° 동경 2.371182° | 3    | 생드니                   |                                                                                      |
|  | • |  | 코스모노트                                     | Cosmonautes                                               | 북위 48° 55′ 54″ 동경 2° 22′ 41″ / 북위 48.931771° 동경 2.378153° | 3    | 생드니 라쿠르뇌브        |                                                                                      |
|  | • |  | 라쿠르뇌브-시스루트                            | La Courneuve - Six Routes                                 | 북위 48° 55′ 48″ 동경 2° 23′ 05″ / 북위 48.929993° 동경 2.384746° | 3    | 라쿠르뇌브               |                                                                                      |
|  | • |  | 오텔 드 빌 드 라쿠르뇌브                       | Hôtel de Ville de La Courneuve                            | 북위 48° 55′ 39″ 동경 2° 23′ 32″ / 북위 48.927457° 동경 2.392238° | 3    | 라쿠르뇌브               |                                                                                      |
|  | • |  | 스타드 제오 앙드레                             | Stade Géo André                                           | 북위 48° 55′ 28″ 동경 2° 24′ 07″ / 북위 48.924383° 동경 2.402068° | 3    | 라쿠르뇌브               |                                                                                      |
|  | • |  | 당통                                           | Danton                                                    | 북위 48° 55′ 22″ 동경 2° 24′ 24″ / 북위 48.922733° 동경 2.406623° | 3    | 라쿠르뇌브               |                                                                                      |
|  | • |  | 라 쿠르되브-8 메 1945                          | La Courneuve - 8 Mai 1945                                 | 북위 48° 55′ 15″ 동경 2° 24′ 38″ / 북위 48.920745° 동경 2.410645° | 3    | 라쿠르뇌브               | 파리 메트로 · 파리 메트로 Line 7호선                                                 |
|  | • |  | 모리스 라샤트르                                | Maurice Lachâtre                                          | 북위 48° 55′ 09″ 동경 2° 24′ 50″ / 북위 48.919197° 동경 2.413805° | 3    | 드랑시, 보비니           |                                                                                      |
|  | • |  | 드랑시-아브니르                                | Drancy-Avenir                                             | 북위 48° 55′ 04″ 동경 2° 25′ 04″ / 북위 48.917798° 동경 2.417705° | 3    | 드랑시, 보비니           |                                                                                      |
|  | • |  | 아비센느 병원                                  | Hôpital Avicenne                                          | 북위 48° 54′ 57″ 동경 2° 25′ 32″ / 북위 48.915707° 동경 2.42551°  | 3    | 드랑시, 보비니           |                                                                                      |
|  | • |  | 가스통 룰로                                    | Gaston Roulaud                                            | 북위 48° 54′ 51″ 동경 2° 25′ 53″ / 북위 48.914091° 동경 2.431299° | 3    | 드랑시, 보비니           |                                                                                      |
|  | • |  | 에스카드릴 노르망니니에멘                      | Escadrille Normandie-Niémen                               | 북위 48° 54′ 46″ 동경 2° 26′ 08″ / 북위 48.912696° 동경 2.435448° | 3    | 드랑시, 보비니           |                                                                                      |
|  | • |  | 라페름                                         | La Ferme                                                  | 북위 48° 54′ 35″ 동경 2° 26′ 15″ / 북위 48.909671° 동경 2.437452° | 3    | 보비니                   |                                                                                      |
|  | • |  | 리베라시옹                                     | Libération                                                | 북위 48° 54′ 25″ 동경 2° 26′ 19″ / 북위 48.906942° 동경 2.438616° | 3    | 보비니                   |                                                                                      |
|  | • |  | 오텔 드 빌 드 보비니 매종 드 라퀼티르          | Hôtel de Ville de Bobigny Maison de la Culture            | 북위 48° 54′ 24″ 동경 2° 26′ 38″ / 북위 48.906542° 동경 2.443953° | 3    | 보비니                   |                                                                                      |
|  | • |  | 보비니-파블로 피카소 도청 - 오텔 두 데파르트망 | Bobigny - Pablo Picasso Préfecture - Hôtel du Département | 북위 48° 54′ 24″ 동경 2° 27′ 00″ / 북위 48.906548° 동경 2.449993° | 3    | 보비니                   | 파리 메트로 · 파리 메트로 Line 5호선                                                 |
|  | • |  | 장 로스탕                                      | Jean Rostand                                              | 북위 48° 54′ 28″ 동경 2° 27′ 16″ / 북위 48.90781° 동경 2.454355°  | 3    | 보비니                   |                                                                                      |
|  | • |  | 오귀스트 들론                                  | Auguste Delaune                                           | 북위 48° 54′ 24″ 동경 2° 27′ 38″ / 북위 48.90669° 동경 2.460505°  | 3    | 보비니                   |                                                                                      |
|  | • |  | 퐁 드 봉디                                     | Pont de Bondy                                             | 북위 48° 54′ 18″ 동경 2° 28′ 11″ / 북위 48.905059° 동경 2.46978°  | 3    | 보비니, 누아지르세크     |                                                                                      |
|  | • |  | 프티 누아지                                    | Petit Noisy                                               | 북위 48° 54′ 02″ 동경 2° 27′ 55″ / 북위 48.900417° 동경 2.4654°   | 3    | 누아지르세크             |                                                                                      |
|  | ■ |  | 누아지르세크 역                                | Gare de Noisy-le-Sec                                      | 북위 48° 53′ 45″ 동경 2° 27′ 37″ / 북위 48.895933° 동경 2.460331° | 3    | 누아지르세크             | RER 선 · RER E선                                                                     |

(굵은 글씨의 역은 특정 통행의 시종착역으로 사용된다.)

## 참고
1. ↑  파리의 마지막 전차는 1937년까지 운영되었는데, 이 지역의 마지막 전차 노선은 1957년까지 베르사유(Versailles)에서 운영되었다.